# آندری ورونیکین
آندری نیکیفوروویچ ورونیکین (روسی: Андрей Никифорович Воронихин؛ ۲۸ اکتبر ۱۷۵۹، نووئه اوسولیه، استان پرم – ۲۱ فوریه ۱۸۱۴، سنت پترزبورگ) معمار و نقاش روسی بود. او نماینده سبک کلاسیک و یکی از بنیان‌گذاران سبک عظمت‌گرای امپراتوری روسیه به‌شمار می‌رود. ورونیکین که از نوکران خانواده استروگانف به دنیا آمد، بیشتر به خاطر طراحی کلیسای کازان در سن پترزبورگ شناخته می‌شود.

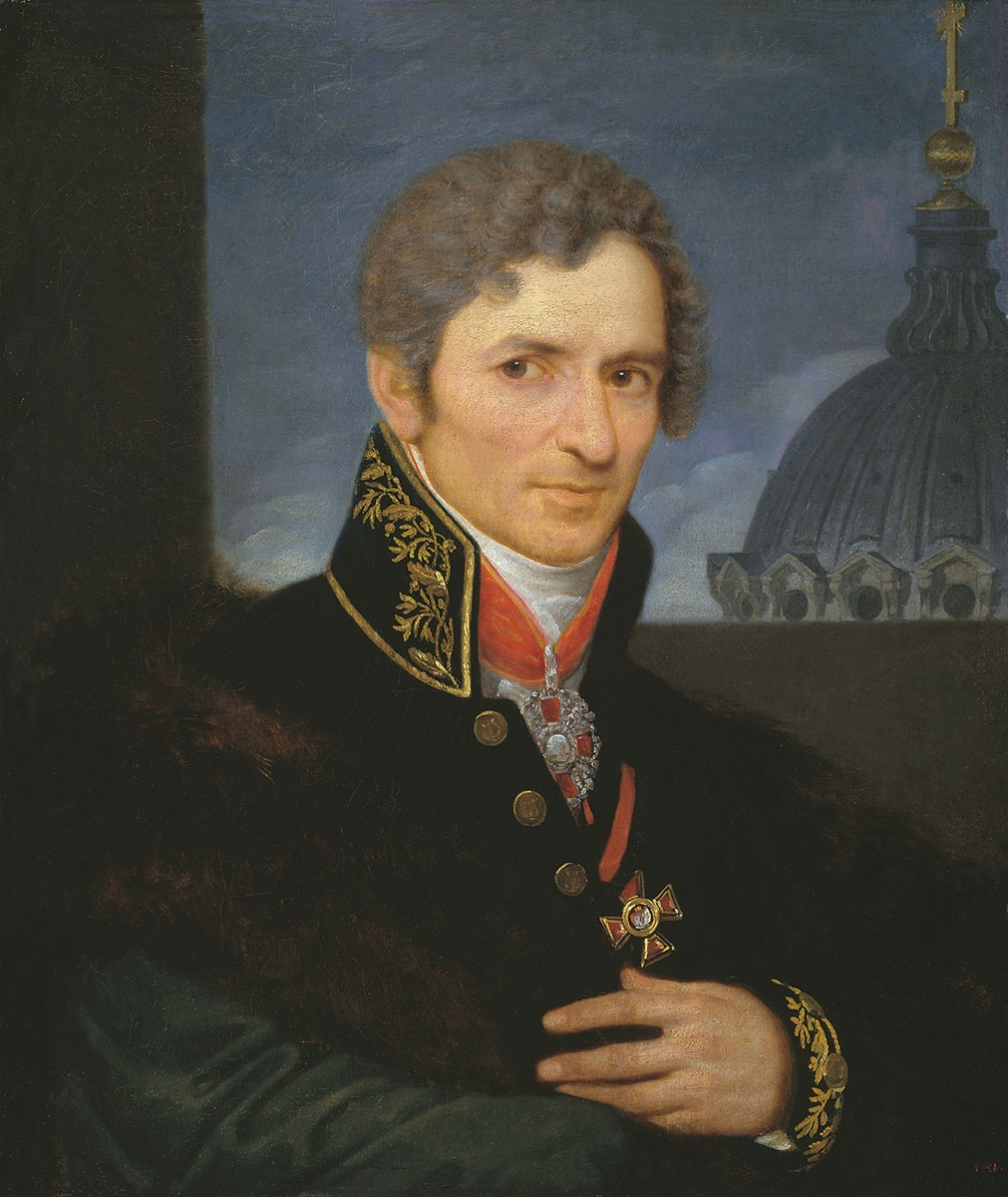
پرتره آندری وارنیکین. حکاکی اثر و. آ. بوبروف، اوایل قرن ۱۹.

آندری ورونیکین در روستای نووا اوصولیه (امروزه در قلمروی پرم) به دنیا آمد، در خانواده‌ای که نوکران کنت الکساندر سرگیویچ استروگانف، رئیس دیرینه آکادمی هنرهای امپراتوری، بودند. عموماً بر این باورند که پدر او الکساندر استروگانف بوده است. ورونیکین آموزش نقاشی را در کارگاه نقاش ایکون‌های اورال، گابریل یوشکوف، گذراند. استعدادهای او در جوانی توجه استروگانف را جلب کرد و در سال ۱۷۷۷، کنت او را برای تحصیل به مسکو فرستاد. از جمله معلمان او می‌توان به واسیلی ایوانویچ باژنوف و ماتوی فئودوروویچ کازاکوف اشاره کرد. پس از سال ۱۷۷۹، ورونیکین در سن پترزبورگ به فعالیت پرداخت.
در سال ۱۷۸۵، ورونیکین آزاد شد. از سال ۱۷۸۶ تا ۱۷۹۰، او به تحصیل معماری، مکانیک و ریاضیات در فرانسه و سوئیس پرداخت.
در سال ۱۷۹۷، این هنرمند از آکادمی هنرهای زیبا عنوان علمی «نقاشی پرسپکتیو» را برای آثار «نمای گالری نقاشی در کاخ استروگانف» (۱۷۹۳، هرمیتاژ) و «نمای دِرِچۀ استروگانف» (۱۷۹۷، موزه روسیه، سن پترزبورگ) دریافت کرد. از ابتدای قرن نوزدهم، او به تدریس در آکادمی هنرهای زیبا پرداخت.
نخستین آثار معماری وورونیکین شامل تکمیل دکوراسیون داخلی کاخ استروگانف (۱۷۹۳) بود. فرم‌های باشکوه باروک که توسط راسترِلی پیشنهاد شده بودند، توسط وورونیکین با نظم کلاسیک سختگیرانه‌ای جایگزین شدند که با سادگی و ظرافت شناخته می‌شود. علاوه بر این، او دکوراسیون داخلی دِرِچۀ استروگانف در رودخانه سیاه (۱۷۹۵–۱۷۹۶) را بازسازی کرد و همچنین عمارت‌هایی در گوردنیا (۱۷۹۸) ساخت.
اثر اصلی وورونیکین، کلیسای کازان در سن پترزبورگ بود. ساخت این بنا در ۲۷ مارس ۱۸۰۱ آغاز شد و در سال ۱۸۱۱ به پایان رسید. به مناسبت بازسازی این معبد، به وورونیکین حقوق بازنشستگی و نشان سنت آنا درجه دوم اعطا شد.
تعدادی از دیگر آثار وورونیکین شامل ساختمان اداره وزارت دارایی، ساختمان مؤسسه معدن‌کاری سن پترزبورگ، کولوناد پیترف، و کاخ‌هایی در استرلنا، گاتچینا و پاولوفسک بود.
این معمار در ۵ مارس ۱۸۱۴ در سن پترزبورگ درگذشت.
خواهرزاده وارنیکین، نیکولای ایلیچ وارنیکین، معمار مقیم ریازان بود. او آرشیو آندری وارنیکین را به ارث برد؛ کلیسای صعود در قاسمف (عکس) اثر نیکولای وارنیکین تا حدی بر اساس طرح تحقق نیافته آندری وارنیکین برای کلیسای حضرت مسیح نجات‌دهنده در مسکو ساخته شده است.